# Jean-Jacques Clérion
Jean-Jacques Clérion né le 16 avril 1637 à Trets à quelques lieues d'Aix-en-Provence et mort à Paris le 28 avril 1714, est un sculpteur et médailleur français qui travailla principalement pour le roi Louis XIV.

## Biographie
Il étudie d'abord à Aix-en-Provence, puis à partir de 1661 à Paris à l'Académie royale de peinture et de sculpture où il est admis après l'envoi d'un  premier médaillon en marbre représentant Saint Jacques le mineur (saisi à la révolution), et de 1663 à 1673 à l'Académie de France à Rome où il est parmi les onze premiers pensionnaires et où il exécute une copie en marbre de la Vénus de Médicis  pour l'appartement des Bains à Versailles ; transportée au Château de Ménars en 1768 et un Bacchus enfant, conservé au département des sculptures du Louvre.
Pendant une grande partie de sa carrière, il a travaillé au château de Versailles, produisant des sculptures mythologiques pour les jardins notamment  pour les alentours de la Fontaine d'Apollon avec une Junon,  un Jupiter ou une Vénus callipyge (1686). 
Il travaillera également sur un grand nombre de commandes pour la décoration de bâtiments à Aix-en-Provence, (l'emportant parfois sur Pierre Puget), et à Toulouse avec un portrait de Hyacinthe Serroni archevêque d'Albi à Toulouse.

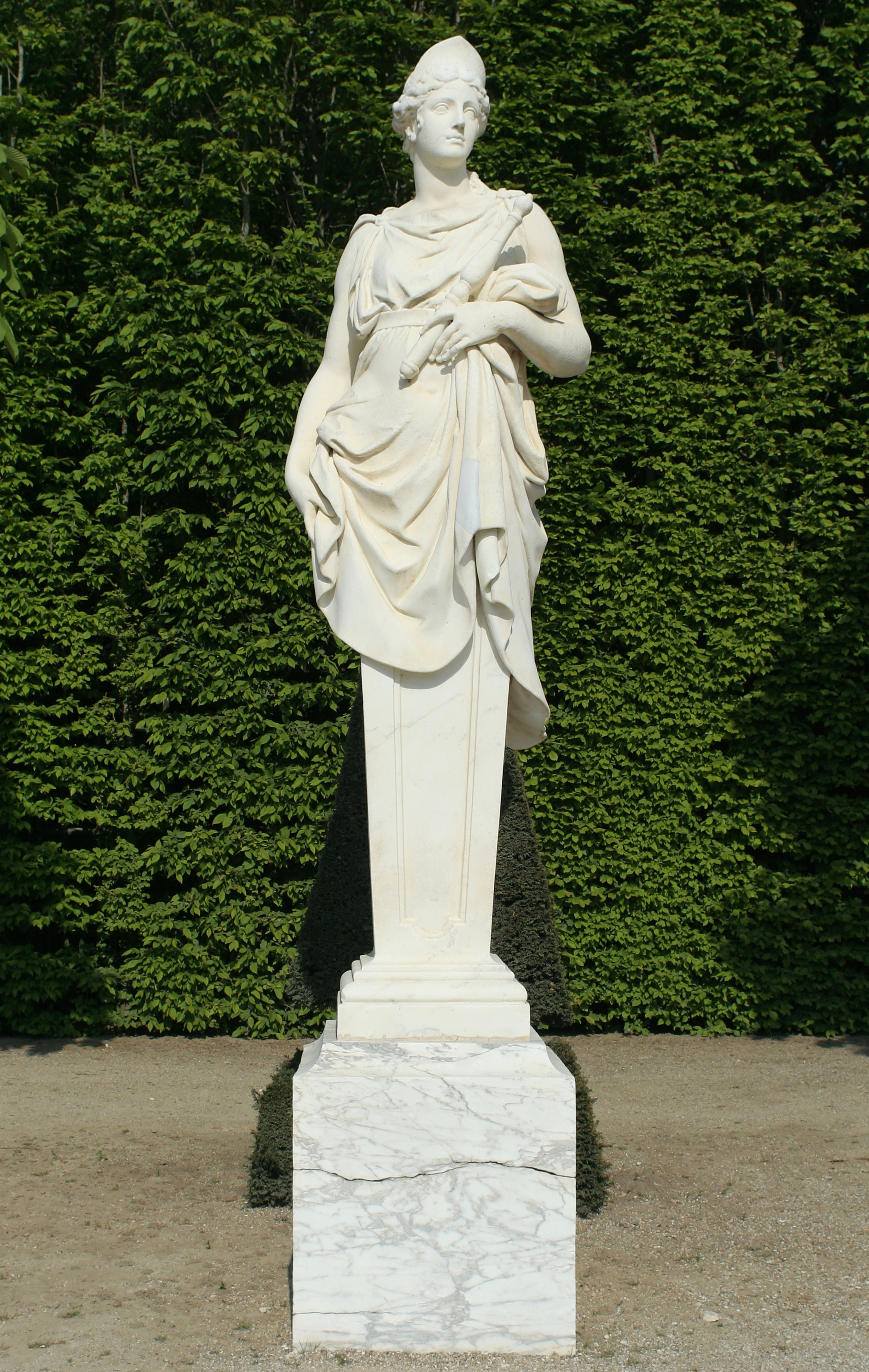
Parc de Versailles, demi-lune du bassin d'Apollon,  Junon par Jean-Jacques Clérion
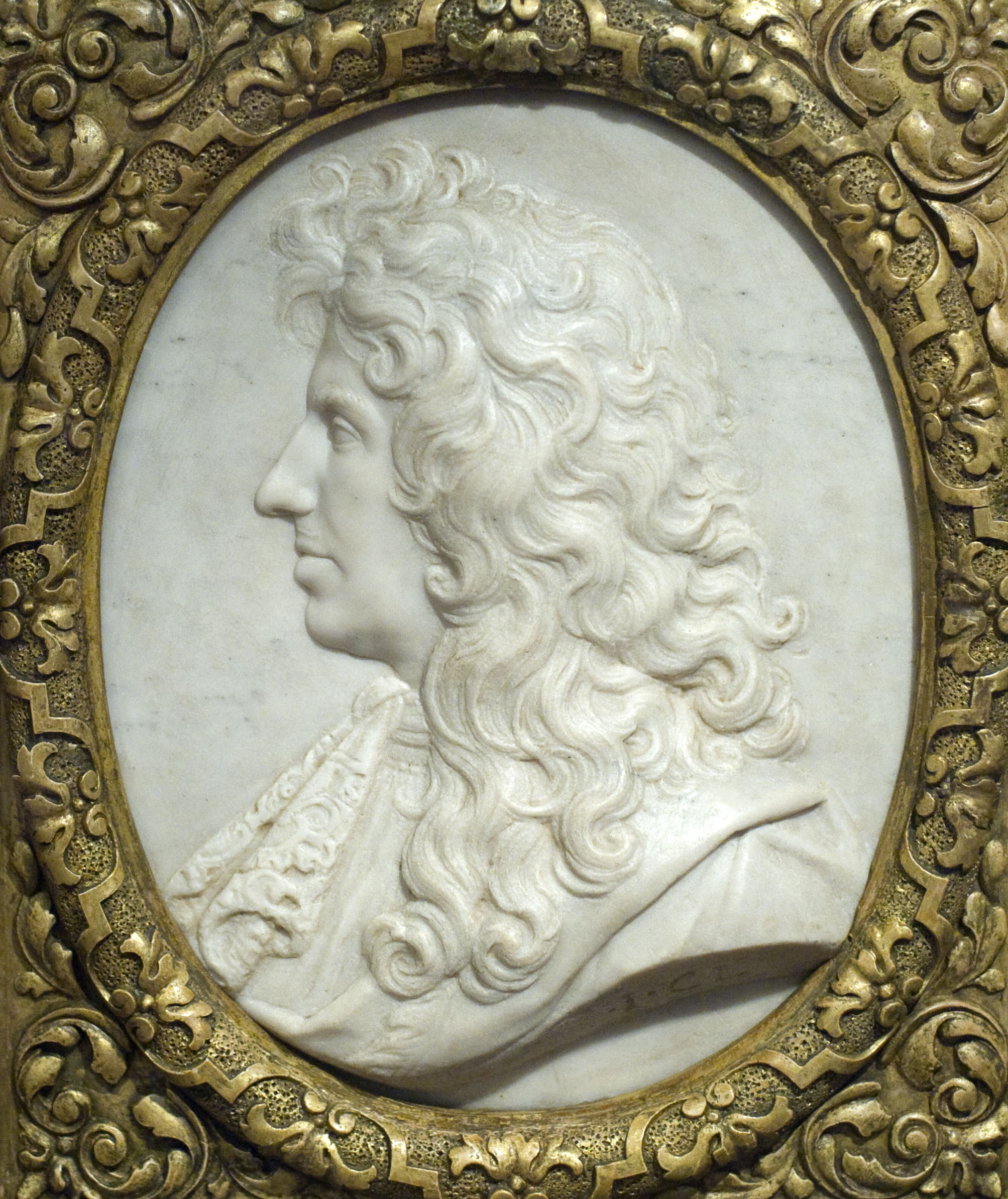
Christian Huygens par Jean- Jacques Clerion
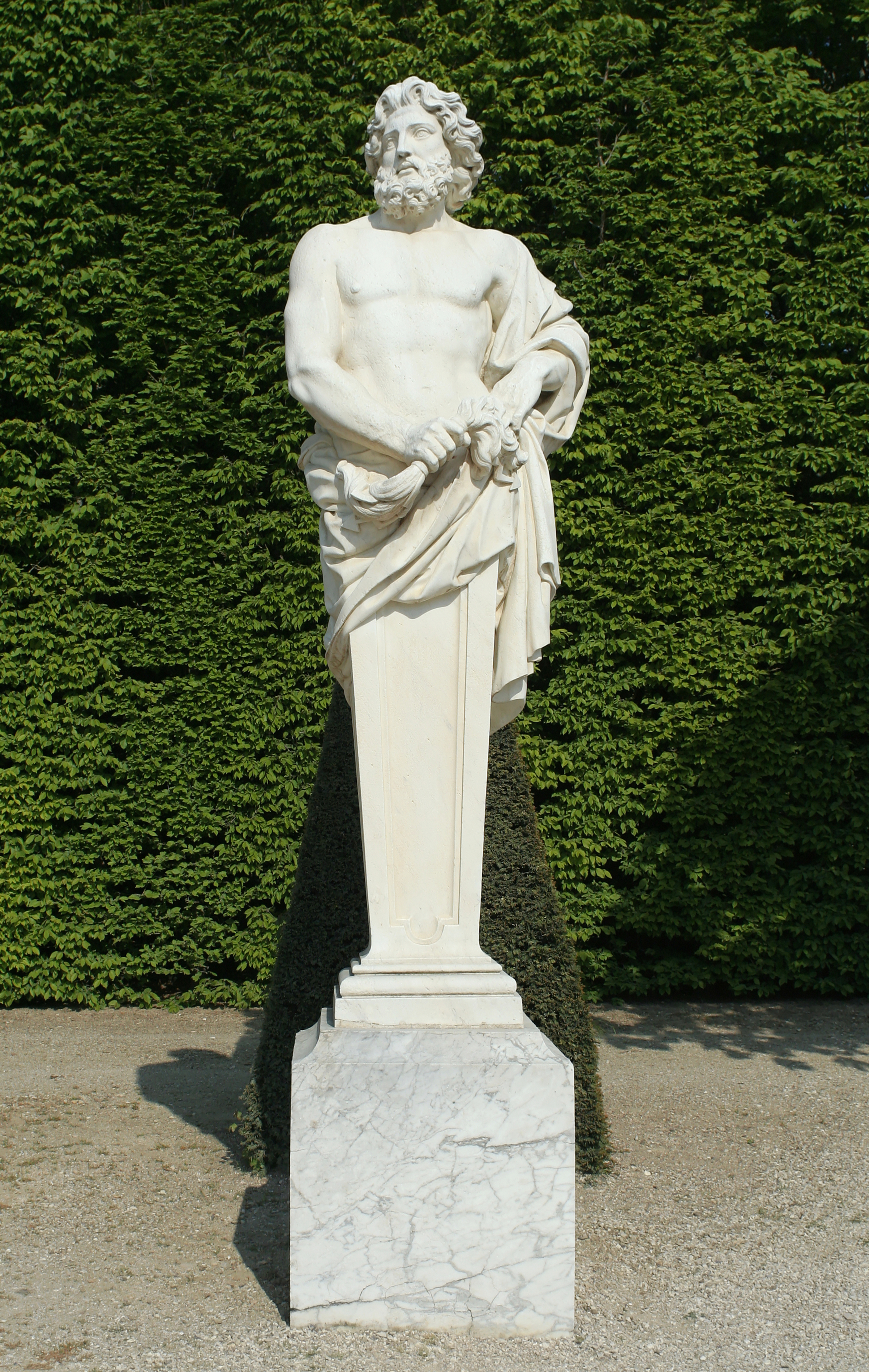
Parc de Versailles, demi-lune du bassin d'Apollon,  Jupiter par Jean-Jacques Clérion